# Drillia kophameli
Drillia kophameli is een slakkensoort uit de familie van de Drilliidae. De wetenschappelijke naam van de soort is voor het eerst geldig gepubliceerd in 1905 door Strebel.